# Bernd-Ulrich Hergemöller
Bernd-Ulrich Ludwig Hergemöller (* 22. Oktober 1950 in Münster; † 14. Oktober 2023 ebenda) war ein deutscher Historiker.

## Akademischer Werdegang
Nach dem Abitur am Münsteraner Ratsgymnasium studierte Bernd-Ulrich Hergemöller an der Westfälischen Wilhelms-Universität Münster katholische Theologie, Philosophie und Geschichte. Im Zuge des Theologiestudiums wandte er sich vom Glauben ab. 1978 wurde er bei Heinz Stoob promoviert über die Goldene Bulle Kaiser Karls IV. von 1356. Er habilitierte sich 1984 mit einer von Stoob angeregten Arbeit über das Thema Pfaffenkriege im spätmittelalterlichen Hanseraum. Danach war er Privatdozent in Münster und von 1992 bis 1996 Hochschuldozent an der Ruhr-Universität Bochum. Seit 1996 war er Inhaber eines Lehrstuhls im Bereich Mittelalter am Historischen Seminar der Universität Hamburg. Zum 1. November 2012 ging er aus gesundheitlichen Gründen in den Ruhestand.
Hergemöller war parteiloser Ratsherr der Stadt Münster (1984–1987) und Mitglied der Historischen Kommission für Mecklenburg. Außerdem war er als Verleger tätig.
Zu seinem akademischen Umfeld zählten beispielsweise Ingeborg Braisch, Nicolai Clarus, Friedrich Bernward Fahlbusch und Marie-Luise Heckmann. 

## Literarisches und historiographisches Werk
Insgesamt hat Hergemöller rund 70 Texte in einer Vielfalt literarischer Formen von der Quellenedition, einem kirchenlateinischen Glossar und einem mehrbändigen Speziallexikon über biographische Studien, philosophische Erwägungen und sprachlich ausgefeilte Essays bis hin zu Lexikonartikeln, kurzen Biogrammen und Aphorismen veröffentlicht. Zu seinen Forschungsinteressen zählten die Namenkunde, die Geschichte des Papsttums sowie die Erforschung der Ketzer, ausgesuchter Heiliger und ihrer Legenden. Als Forschungsschwerpunkte kristallisierten sich die Sozialgeschichte der Stadt unter besonderer Berücksichtigung städtischer Randgruppen, die Reichs- und Verfassungsgeschichte des späten Mittelalters mit einer klaren Akzentsetzung auf der Geschichte Böhmens sowie die Geschichte der Homosexuellen heraus. Hergemöller edierte und übersetzte nicht nur zahlreiche Quellen zur Geschichte der männlichen Homosexualität aus dem Lateinischen ins Deutsche, wozu er nicht zuletzt Beispiele aus den mittelalterlichen Städten Köln, Münster, Venedig, Augsburg und Basel heranzog; vielmehr war er auch einer der Ersten, der das literarische Ich zum Gegenstand einer historisch-hilfswissenschaftlichen Analyse erhob.

## Würdigungen
„Schon heute hat er einen Ehrenplatz in der Geschichte der Geschichtsschreibung der Homosexuellen“ (Patrick Bahners). 1998 veröffentlichte er das Lexikon Mann für Mann.

## Schriften (Auswahl)
- 4400 gebräuchliche Vornamen. Herkunft, Deutung, Namensfest. Regensberg,  Münster (Westf.) 1968 (bis 1974 drei weitere Aufl., Neuausg. 1978 unter dem Titel Vornamen).
- Der Nürnberger Reichstag von 1355–56 und die "Goldene Bulle" Karls IV. Diss.-Druck D. Gräbner, Altendorf 1978. (Diss. Phil., Univ. Münster (Westfalen) 1978).
- Weder – Noch. Traktat über die Sinnfrage. Mit einem Vorwort von Heinz Robert Schlette. Meiner, Hamburg 1985, ISBN 3-7873-0637-4. (Paradeigmata 6).
- Pfaffenkriege im spätmittelalterlichen Hanseraum. Quellen und Studien zu Braunschweig, Osnabrück, Lüneburg und Rostock. Böhlau, Köln 1988, ISBN 3-412-04487-3.
- als Herausgeber: Randgruppen der spätmittelalterlichen Gesellschaft. Ein Hand- und Studienbuch. Fahlbusch, Warendorf 1990, ISBN 3-925522-07-7. Neu bearbeitete (3.) Ausgabe 2001, ISBN 3-925522-20-4.[3]
- Mann für Mann. Biographisches Lexikon zur Geschichte von Freundesliebe und männlicher Sexualität im deutschen Sprachraum. MännerschwarmSkript-Verlag, Hamburg 1998, ISBN 3-928983-65-2. Überarbeitete Taschenbuchausgabe: Suhrkamp, Frankfurt 2001, ISBN 3-518-39766-4. Völlig neubearbeitete Ausgabe in zwei Bänden: Lit-Verlag, Münster 2010, ISBN 978-3-643-10693-3.
- Sodom und Gomorrha. Zur Alltagswirklichkeit und Verfolgung Homosexueller im Mittelalter. MännerschwarmSkript-Verlag, Hamburg 1998, ISBN 3-928983-58-X. Überarbeitete und ergänzte 2. Auflage 2000, ISBN 3-928983-81-4.
- Einführung in die Historiographie der Homosexualitäten (= Historische Einführungen. Band 5). Edition diskord, Tübingen 1999, ISBN 3-89295-678-2.
- Cogor adversum te. Drei Studien zum literarisch-theologischen Profil Karls IV. und seiner Kanzlei (= Studien zu den Luxemburgern und ihrer Zeit. Band 7). Fahlbusch, Warendorf 1999, ISBN 3-925522-18-2.
- als Herausgeber: Quellen zur Verfassungsgeschichte der deutschen Stadt im Mittelalter (= Ausgewählte Quellen zur deutschen Geschichte des Mittelalters. Band 34). Wissenschaftliche Buchgesellschaft, Darmstadt 2000, ISBN 3-534-06864-5.
- Masculus et femina. Systematische Grundlinien einer mediävistischen Geschlechtergeschichte. HHL-Verlag, Hamburg 2001, ISBN 3-936152-01-2. Überarbeitete und aktualisierte 2. Auflage 2005, ISBN 3-936152-05-5.
- Schlaflose Nächte. Der Schlaf als metaphorische, moralische und metaphysische Größe im Mittelalter. HHL-Verlag, Hamburg 2002, ISBN 3-936152-02-0.
- Magnus versus Birgitta. Der Kampf der heiligen Birgitta von Schweden gegen König Magnus Eriksson. HHL-Verlag, Hamburg 2003, ISBN 3-936152-03-9.
- als Bearbeiter: Hans Blüher (1888–1955). Annotierte und kommentierte Biobibliographie (1905–2004). HHL-Verlag, Hamburg 2004, ISBN 3-936152-04-7.
- Chorknaben und Bäckerknechte. Homosexuelle Kleriker im mittelalterlichen Basel. MännerschwarmSkript-Verlag, Hamburg 2004, ISBN 3-935596-60-X.
- Die Kindlein spotten meiner schier. Quellen und Reflexionen zu den Alten und zum Vergreisungsprozess im Mittelalter. HHL-Verlag, Hamburg 2006, ISBN 3-936152-06-3.
- Die Freunde des Bösen. Malographie, schwarze Legende und Hate Crime im Mittelalter. HHL-Verlag, Hamburg 2007, ISBN 978-3-936152-07-4.
- Weisheitspacht. Aphorismen von A(llein) bis Z(ynisch). HHL-Verlag, Hamburg 2009, ISBN 978-3-936152-09-8.
- Promptuarium ecclesiasticum medii aevi. Umfassendes Nachschlagewerk der mittelalterlichen Kirchensprache und Theologie. Unter Mitarbeit von Nicolai Clarus. Peter Lang, Frankfurt am Main u. a. 2011, ISBN 978-3-631-61958-2. Jüngste Auflage: Peter Lang Verlag, Berlin 2023, ISBN 978-3-631-90285-1 bzw. ISBN 978-3-631-90287-5 (elektronisch).
- Glossar zur Geschichte der mittelalterlichen Stadt. Unter Mitarbeit von Nicolai Clarus. Peter Lang, Frankfurt am Main u. a. 2011, ISBN 978-3-631-61957-5.
- Uplop – Seditio. Innerstädtische Unruhen des 14. und 15. Jahrhunderts im engeren Reichsgebiet. Schematisierte vergleichende Konfliktanalyse (= Studien zur Geschichtsforschung des Mittelalters. Band 28). Kovač, Hamburg 2012, ISBN 978-3-8300-6287-5.
- als Herausgeber: Fontes sodomitarum. Ausgewählte Quellen zur Homosexuellenverfolgung im christlichen Mittelalter. HHL-Verlag, Hamburg 2013, ISBN 978-3-936152-10-4.
- Prager Köpfe. Von Karl IV. bis Jan Hus. Dichter und Denker des „goldenen Zeitalters“ in 25 Biogrammen. HHL-Verlag, Hamburg 2014, ISBN 978-3-936152-12-8.
- Facta ficta. Zur Realität des Irrealen vom Mittelalter bis heute. HHL-Verlag, Hamburg 2015, ISBN 978-3-936152-13-5.